# Guerra dos 55 Dias
A Guerra dos 55 Dias foi o nome dado a uma campanha militar empreendida pela União Nacional para a Independência Total de Angola (UNITA) no centro do território de Angola como parte da Guerra Civil Angolana. A campanha foi facilitada pelo relaxamento militar feito pelo Estado angolano para as eleições gerais de 1992, fato aproveitado pela UNITA.
A campanha no Huambo teve início às 15h do dia 9 de janeiro de 1993. As Forças Armadas de Libertação de Angola (FALA), a ala armada da UNITA, iniciaram suas ações em forma de assalto à cidade do Huambo, que estava sob controle do Estado angolano sob comando do Movimento Popular de Libertação de Angola (MPLA) desde a década de 1970. O avanço das tropas da UNITA pelo centro em direção ao litoral foi barrado por Paulo Teixeira Jorge, que organizou no território de Benguela a famosa "resistência da 'República Socialista de Benguela'", uma operação militar crucial para manter sob controlo do governo angolano o vital porto do Lobito, o ponto de escoamento do Caminho de Ferro de Benguela.
A cidade do Huambo ficou assolada depois dos 55 dias de intenso confronto entre o Estado angolano e a UNITA, com as infraestruturas totalmente destruídas e em escombros. Houve uma quantidade muito grande de vítimas civis, principalemnte durante do avanço da UNITA, com cadáveres espalhados por todas ruas. Muitos huambenses tornarem-se refugiados.

## Rescaldo
A UNITA passou a tomar conta da província do Huambo, e as forças do Governo Angolano retiraram-se para Benguela. Como consequência da Guerra dos 55 dias, a cidade do Huambo perdeu a sua hegemonia demográfica em relação às demais cidades de Angola, pois foram saqueadas as indústrias, escolas, universidades, residências, etc.

## Posteriormente
Em 1994, a uma semana da assinatura de um acordo de paz, o Estado angolano iniciou um extenso ataque às instalações da UNITA na cidade de Huambo, fazendo fugir os comandantes guerrilheiros, praticamente cessando a guerra na província.